# Garfield (film 2024)
Garfield (ang. The Garfield Movie) – amerykański film animowany.
Premiera filmu w polskich kinach – 31 maja 2024 roku; dystrybucja: UIP.

## Fabuła
Garfield jest najbardziej znanym kotem na świecie. Jest leniuchem, który uwielbia lasagne i nie cierpi poniedziałków.  Po nieoczekiwanym spotkaniu ze swoim dawno zaginionym ojcem – niechlujnym ulicznym kotem Vicem – Garfield i jego psi przyjaciel Odie zmuszeni są porzucić swoje doskonałe leniwe życie i dołączyć do Vica w zabawnym napadzie. 
Źródło: TylkoHity.pl

## Wersja polska
Wersja polska: HIVENTY POLAND

Dialogi polskie: Bartosz Wierzbięta

Tekst piosenki: Michał Skarżyński

Reżyseria: Joanna Węgrzynowska-Cybińska

Kierownictwo muzyczne, dźwięk i montaż: Łukasz Fober

Kierownictwo produkcji: Dorota Nyczek

Udział wzięli:
- Kamil Pruban – Garfield
- Jakub Wieczorek – Vic
- Łukasz Węgrzynowski – Jon Arbuckle
- Ewa Konstancja Bułhak – Jinx
- Michał Konarski – Otto
- Agnieszka Matysiak – Marge Malone
- Maciej Maciejewski – Roland
- Krzysztof Szczepaniak – Nolan

W pozostałych rolach:
- Antoniusz Dietzius – Snickers
- Maksymilian Michasiów – Barry
- Anna Szymańczyk – Olivia
- Bartłomiej Nowosielski – Henry
- Michel Moran – Vito
- Magdalena Gessler – Maria
- Klaudia Kuchtyk – Ethel
- Jan Dąbrowski – Roadkill
- Kacper Porębski – Operator telefoniczny
- Marta Rodziejczak – Liz
- Przemysław Kowalski –
  - Aplikacja do medytacji,
  - Chłopak w autobusie
- Mateusz Kwiecień – Operator głosowy
- Justyna Suchenek – Hycel
- Janusz Wituch
- Cezary Kwieciński
- Ada Chełmińska
- Monika Szomko
- Ewelina Kudeń-Nowosielska
- Martin Fitch

Lektor tytułu filmu: Paweł Bukrewicz

### Zwiastuny
Udział wzięli:
- Kamil Pruban – Garfield
- Jakub Wieczorek – Vic
- Mateusz Narloch – Jon Arbuckle (zwiastun #1)
- Łukasz Węgrzynowski – Jon Arbuckle (zwiastuny #2)

i inni
Lektor: Paweł Bukrewicz